# 데니스 이스토민
데니스 올레고비치 이스토민(우즈베크어: Denis Olegovich Istomin, 러시아어: Дени́с Оле́гович Исто́мин, 1986년 9월 6일~)은 우즈베키스탄의 테니스 선수이다. 프로 테니스 단식 우승 2회(2015년 아혼 오픈 노팅엄, 2017년 청두 오픈)를 달성했으며 우즈베키스탄 테니스 국가대표 선수로 활동하고 있다. 2012년에 달성한 세계 단식 랭킹 33위가 역대 개인 최고 세계 랭킹이다.
우즈베키스탄의 대표적인 테니스 선수 중 한 명으로 2012년, 2016년, 2020년 하계 올림픽에 참가했다. 또한 아시안 게임에 4회 참가하여 2018년 아시안 게임 단식 금메달을 포함하여 금메달 1개, 은메달 2개, 동메달 1개를 획득했다.

## 어린 시절
1986년 소련 러시아 소비에트 연방 사회주의 공화국의 오렌부르크에서 올레크 이스토민과 클라우디야 이스토미나 부부의 아들로 태어났다. 생후 3개월 만에 가족들과 함께 우즈베크 소비에트 사회주의 공화국의 타슈켄트로 이사를 갔으며 그 곳에서 성장했다. 어린 시절부터 어머니인 클라우디야의 지도로 테니스를 했으며 15세 때인 2001년에 교통 사고를 당하여 2년 동안 테니스를 치지 못하는 신세가 되었다. 의사도 테니스를 그만 둘 것을 권고했으나 포기하지 않고 2003년 4월에 다시 훈련에 매진했다.